# 盛沢田
盛 沢田（中国語: 盛 泽田、ラテン表記: Sheng Zetian、1973年11月15日 - ）は、中国の男子レスリング選手である。 1992年バルセロナ、1996年アトランタ、2000年シドニーとオリンピック3大会に出場、いずれも銅メダル獲得。